# Andrée Viollis
Andrée Téry, puis Andrée d'Ardenne de Tizac, dite Andrée Viollis (du nom de plume de son second mari), née Andrée Jacquet le 9 décembre 1870 aux Mées et morte le 10 août 1950 à Paris, est une journaliste et écrivaine française.
Figure marquante du journalisme d'investigation et du grand reportage, correspondante de guerre, critique et chroniqueuse littéraire, romancière, elle s'illustre pendant plus d'un demi-siècle dans tous les domaines (antifascisme, féminisme, problèmes coloniaux…) et sur tous les théâtres des opérations (conflits militaires, révolutions…).

## Biographie

### Enfance
Andrée Françoise Caroline Jacquet est la fille d’un préfet du Second Empire et d’une salonnière, Valentine Claudius-Jacquet, qui invite des personnalités littéraires de la IIIe République.

### Études
En 1890, après l’obtention de son baccalauréat, Andrée Viollis passe trois ans en Angleterre en tant que préceptrice, tout en suivant des cours à Oxford. Elle poursuit des études supérieures en France et obtient une licence ès-lettres à la Sorbonne.

### Vie privée
Andrée Viollis se marie avec Gustave Téry, normalien, agrégé et professeur de philosophie, avec qui elle a deux filles, dont Simone Téry. Elle divorce en 1901. Elle épouse en 1905 Henri d'Ardenne de Tizac, historien de l’art chinois classique et conservateur du musée Cernuschi. Il est auteur de romans sous le pseudonyme de Jean Viollis et le couple aura deux filles. Avec lui, elle s’investit dans un journalisme littéraire où elle déploie ses talents de critique, chroniqueuse, feuilletoniste et conteuse. Elle adopte le pseudonyme de Viollis. 

### Journalisme
Elle s’oriente vers le journalisme et fait ses débuts en écrivant des contes et des études au Petit Parisien, à L’Écho de Paris, Excelsior puis au sein du journal féministe La Fronde de Marguerite Durand, où elle découvre le journalisme d’investigation et d’idée. Elle s'y prononce en faveur de l’émancipation et des droits des femmes.
De 1914 à 1916, elle s'engage sur le front en tant qu'infirmière à Bar-le-Duc et Sainte-Ménehould. Le Petit Parisien publie ses reportages auprès des blessés et l'envoie en 1917 à Londres interviewer le Premier ministre britannique. De 1919 à 1922, elle devient attachée de rédaction au Times et au Daily Mail.  Ensuite, elle s’oriente vers le grand reportage et rejoint le Petit Parisien comme envoyée spéciale pour couvrir les domaines les plus divers : manifestations sportives, grands procès, interviews politiques, correspondance de guerre.  Elle y reste vingt ans. 
Parallèlement, elle est dès 1924 la seule femme à la direction du Syndicat des journalistes, où sa répartie de 1932 sera appréciée, face à un officier japonais furieux de sa présence lors d’exactions nippones à Shanghaï, qui lui demande « Que faites-vous là ? » et à qui elle répond : « Mon métier ! ».

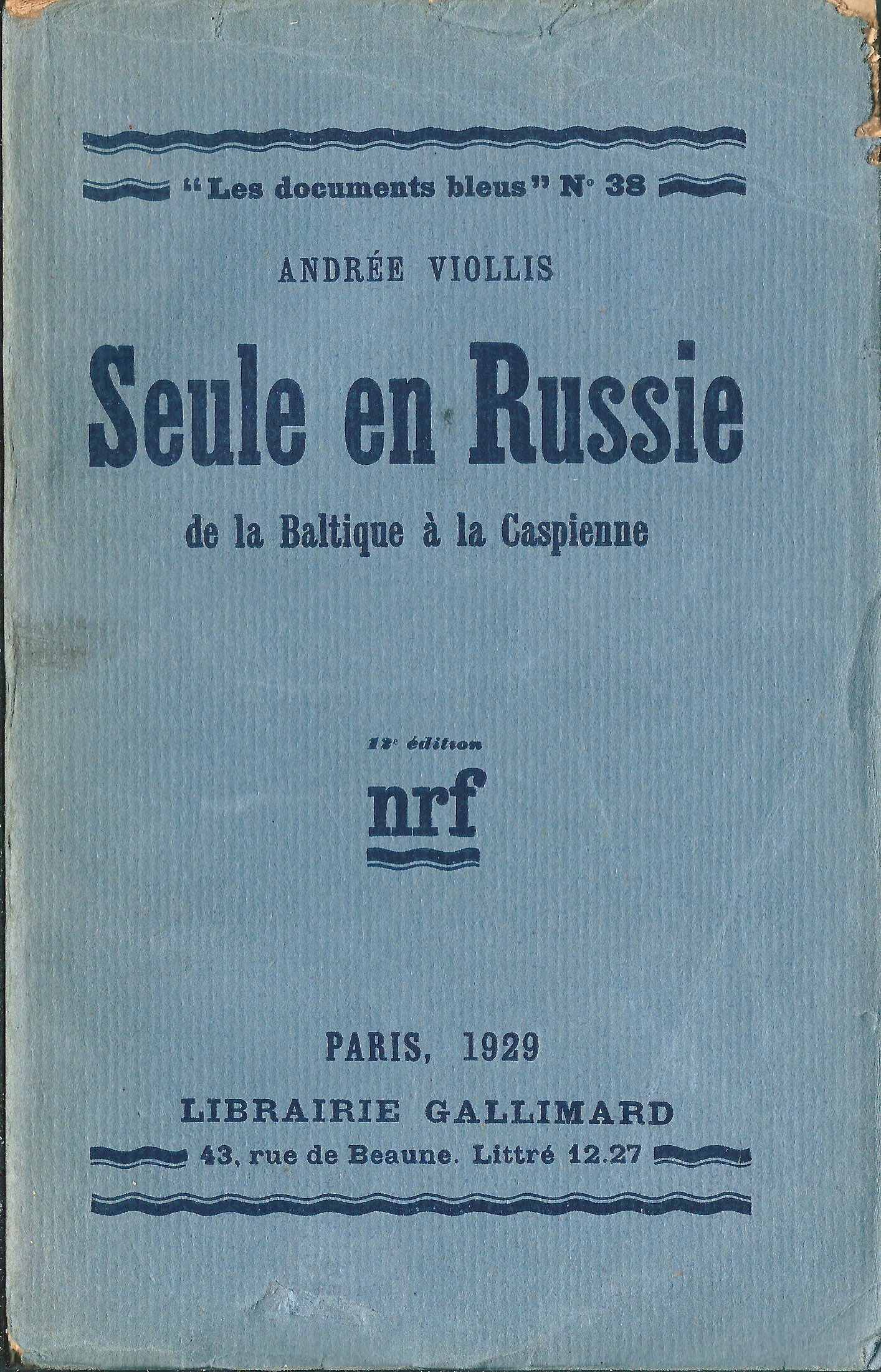
Seule en Russie, de la Baltique à la Caspienne (édition 1929).

Elle enquête dans l'URSS de 1927 dix ans après la révolution d'Octobre, témoigne de la guerre civile afghane en 1929, de la révolte indienne en 1930, accompagne le ministre des Colonies Paul Reynaud en Indochine en 1931 et suit, en 1932, le conflit sino-japonais. Pendant le Front populaire, elle s’engage aux côtés des intellectuels antifascistes et codirige avec André Chamson et Jean Guéhenno l’hebdomadaire politico-littéraire Vendredi, où elle défend la cause de la République espagnole et des peuples victimes de la colonisation française. 
Elle est membre du Comité mondial des femmes contre la guerre et le fascisme. 
En 1938, elle entre à la rédaction du quotidien communiste Ce soir, dirigé par Louis Aragon et Jean-Richard Bloch.

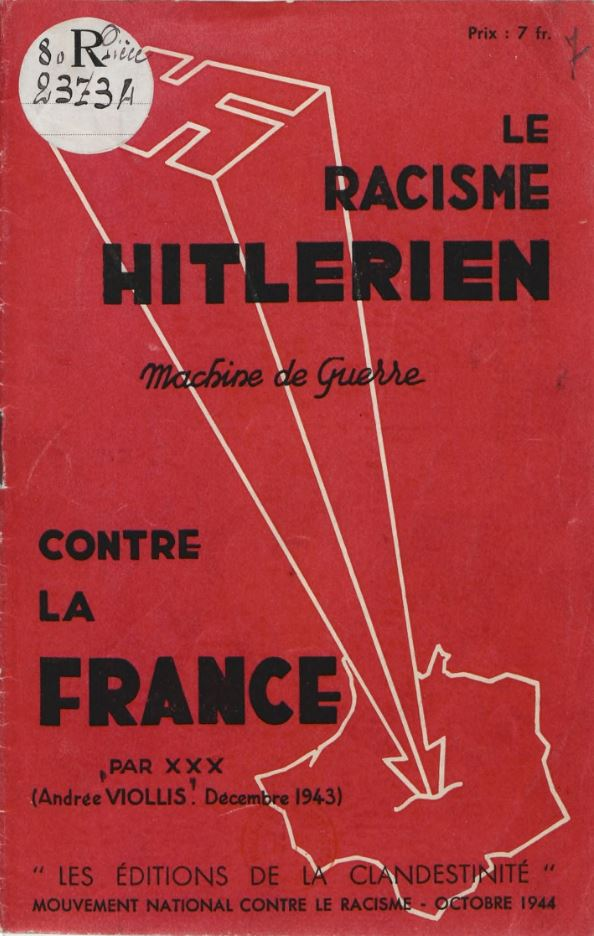
Le racisme hitlérien, machine de guerre contre la France (1944).

Proche des milieux intellectuels communistes, elle s’engage dans la Résistance en zone Sud pendant la Seconde Guerre mondiale, et met sa plume au service de cet engagement. Elle passe la guerre à Lyon et Dieulefit. Elle publie alors Le Racisme hitlérien, machine de guerre contre la France et participe au Comité national des écrivains, organisation de la résistance littéraire dirigée par Louis Aragon.
En 1945, Andrée Viollis travaille de nouveau avec Ce soir. Elle écrit également dans quelques publications de la mouvance communiste. Elle reprend les grands reportages, ce qui l'amène à voyager en Afrique du Sud.
À 76 ans, elle présente Hô Chi Minh, en visite officielle en France le 2 juillet 1946 pour la conférence de Paix de Fontainebleau, à sa collègue débutante Madeleine Riffaud, avant de partir en reportage au début de 1947 en Afrique du Sud. Un débat sur les « atrocités françaises » en Indochine agite l'opinion à partir de la fin de 1949 quand le livre d'Andrée Viollis Indochine SOS, décrivant Hô Chi Minh comme l’incarnation de l’esprit de la Résistance, est réédité par le PCF sur fond de décolonisation (Inde en 1947, Birmanie en 1948).

### Gastronomie
De 1929 à sa mort[réf. souhaitée], elle est membre du Club des belles perdrix, association de femmes de lettres gastronomes. 

### Mort

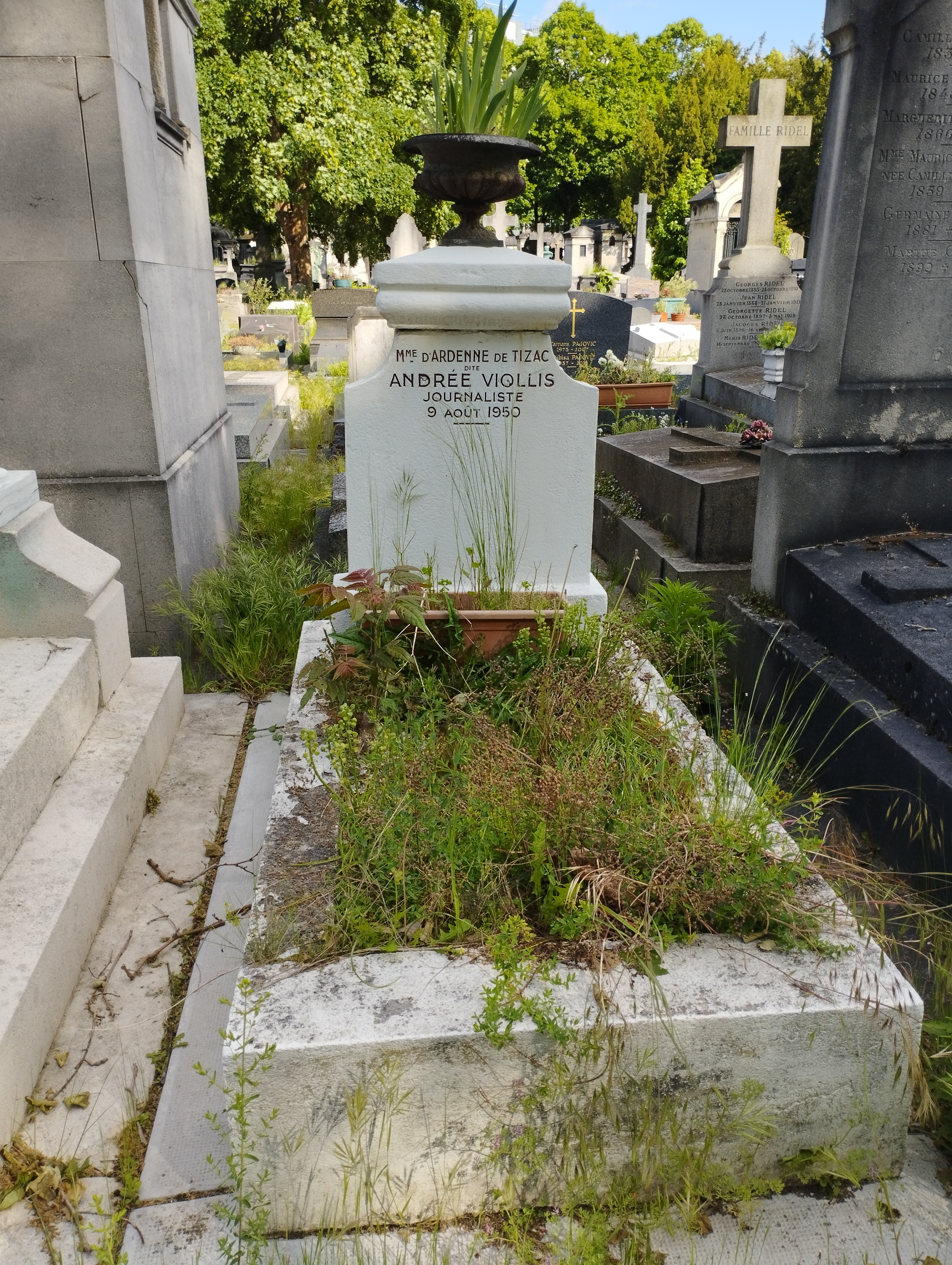
Tombe d'Andrée Viollis au cimetière du Montparnasse (division 27).

Elle meurt le 10 août 1950 en son domicile dans le 6e arrondissement de Paris.
Elle est inhumée au cimetière du Montparnasse (division 27, petit cimetière, 2e section, lot 23, no 6 Nord). Sa tombe ne porte aucune mention de date de naissance.

## Publications

### Éditions originales
- Criquet, Calmann-Lévy, 1913
- Lord Northcliffe, B. Grasset, 1919
- La Perdrix dorée, Baudinière coll. « Les Maîtres de la plume », 1925
- La Vraie Mme de La Fayette, Bloud et Gay, 1926
- Seule en Russie, de la Baltique à la Caspienne, Gallimard, 1927
- Alsace et Lorraine au-dessus des passions, V. Attinger coll. « Occident », 1928
- L'Inde contre les Anglais, Éd. des portiques, 1930
- Tourmente sur l'Afghanistan, Librairie Valois, coll. « Explorations du monde nouveau », 1930
- Changhaï et le destin de la Chine, R.-A. Corrêa, coll. « Faits et gestes », 1933 (Introduction de Henri Rohrer)
- Le Japon et son empire, B. Grasset, coll. « Les Ecrits », 1933
- Le Japon intime, F. Aubier, coll. « des Documents », 1934
- Indochine S.O.S (préf. André Malraux), Gallimard, 1935, 252 p. (ASIN B00BJJGASW)
- Le Conflit sino-japonais, M. Maupoint, 1938 (conférence du Cercle Descartes donnée dans l'amphithéâtre Descartes à la Sorbonne, le 1er décembre 1938)
- Notre Tunisie, Gallimard, 1939
- Le racisme hitlérien, machine de guerre contre la France, les Éditions de la clandestinité, 1944 (Brochure publiée clandestinement pour la première fois en décembre 1943)
- Le secret de la reine Christine, Éditions Agence Gutenberg, coll. « Les Vies illustres romancées », 1944
- Puycerrampion (avec Jean Viollis), la Bibliothèque française, 1947
- L'Afrique du Sud, cette inconnue, Hachette, coll. « Choses vues, aventures vécues », 1948

### Préface
- Edgar Roland-Michel, Les Meskines, Imprimerie du Laboureur, 1935

### Rééditions
- Criquet, Gallimard, coll. « Succès », 1934 (1re éd. 1913) ; coll. « L'Imaginaire » (no 729), Gallimard, préface de Clemence Allezard et Constance Debré, 2021  (ISBN 9782072946646)
- Indochine S.O.S., Éditeurs français réunis, 1949 (1re éd. 1935) (préface de Francis Jourdain)
- Indochine S.O.S., Les bons caractères, 2008
- La Vérité sur la reddition de Minorque, in Ce Soir, février 1939, réédité au sein de : Pons, Francisco, La rendición de la isla de Menorca vista desde el exilio : 9 de febrero de 1939, Équipe d'accueil Littérature et langues, Université de Bretagne occidentale, 1989  (ISBN 2-901737-14-5)
- Tourmente sur l'Afghanistan, l'Harmattan, 2003 (1re éd. 1930) (reproduction en fac-simile de la première édition)  (ISBN 2-7475-3143-0)

## Décoration
- Officier de la Légion d'honneur (1937), chevalier en 1927

### Ressource radiophonique
- Fabrice Drouelle, « Andrée Viollis, la princesse oubliée du journalisme » [audio], émission Affaires sensibles (46 min), France Inter, 25 septembre 2024.